# Tadeusz Wacław Nowacki

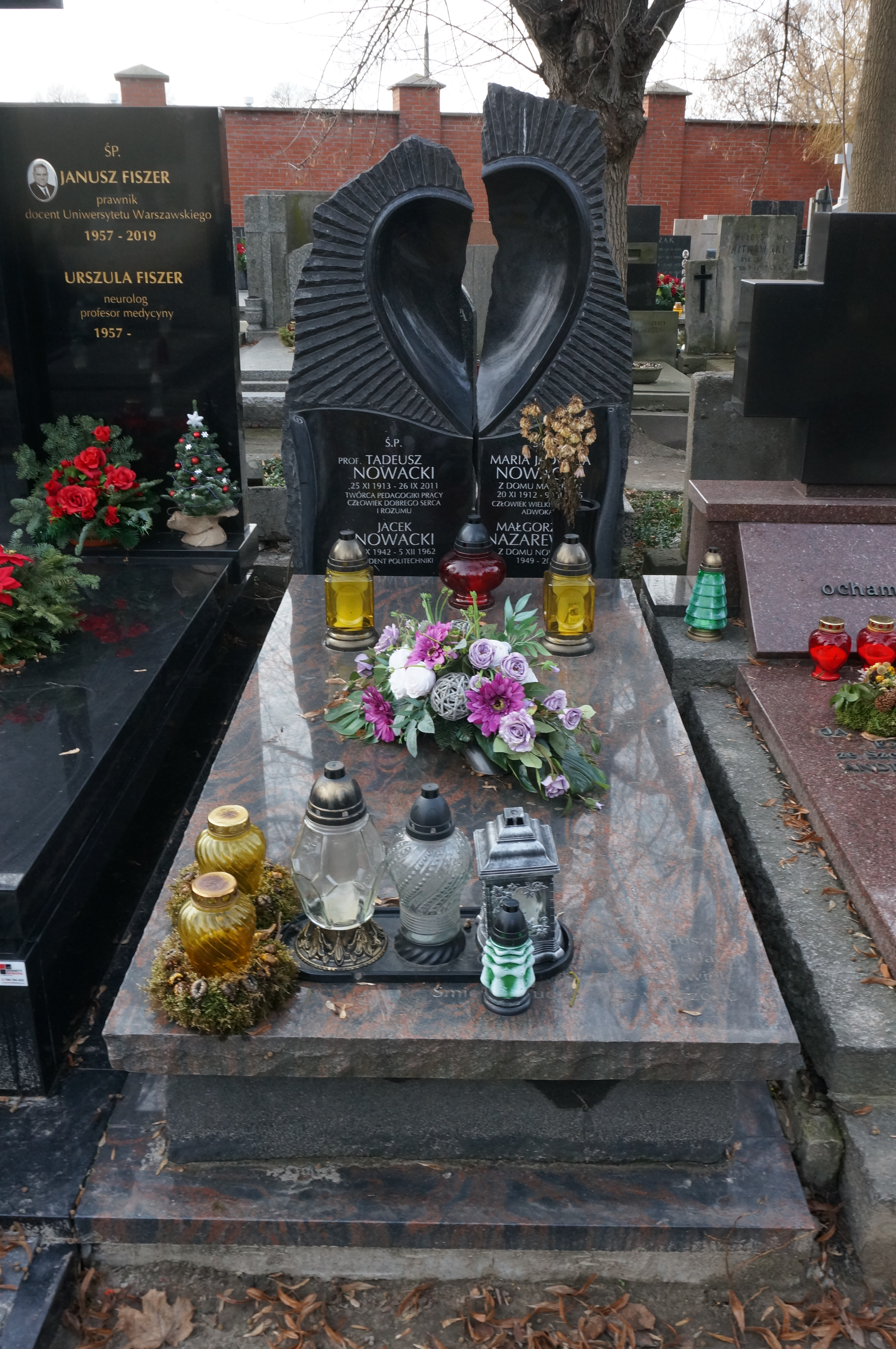
Grób Tadeusza W. Nowackiego na cmentarzu Powązkowskim.

Tadeusz Wacław Nowacki (ur. 25 listopada 1913 w Łodzi, zm. 26 września 2011) – polski pedagog, twórca pedagogiki pracy w Polsce; profesor zwyczajny nauk humanistycznych.

## Życiorys
Ukończył studia Wydziale Filozoficznym Uniwersytetu Jagiellońskiego (1933–1937) broniąc pracę pt. Rozwój świadomości społecznej dziecka robotniczego Łodzi. Podczas studiów działał w Związku Młodzieży Polskiej „Zet” oraz odbył roczną służbę wojskową. Po studiach był asystentem w Katedrze Pedagogiki Uniwersytetu Jagiellońskiego, a także wykładowcą w Państwowym Pedagogium w Łodzi oraz był zaangażowany w działalność Instytutu Przemysłowo-Rzemieślniczego.
Podczas II wojny światowej do 1941 przebywał w obozie pracy w Kumie, gdzie pracował jako drwal i wozak. Po ataku III Rzeszy na ZSRR przedostał się do Krakowa gdzie działał w Związku Odrodzenia Rzeczypospolitej, z czasem wyjeżdżając na Kielecczyznę i działając jako organizator tajnego nauczania.
Po II wojnie światowej przebywał w Lublinie. Po mianowaniu go na delegata PKWN do spraw oświaty powrócił do Łodzi, gdzie został naczelnikiem Wydziału Kształcenia Nauczycieli w Kuratorium w Łodzi, współtworzył Wyższą Szkołę Pedagogiczną w Łodzi oraz był współorganizatorem Katedry Pedagogiki Uniwersytetu Łódzkiego i nauczał w Wyższej Szkole Gospodarstwa Wiejskiego. W 1946 obronił doktorat w zakresie pedagogiki na Uniwersytecie Łódzkim, broniąc rozprawę pt. Samopoczucie dziecka przewlekle chorego. Od 1954 pracował w Instytucie Pedagogiki w Warszawie, gdzie zainicjował powstanie oraz został pierwszym dyrektorem (1972–1983) Instytutu Kształcenia Zawodowego. W 1957 otrzymał tytuł naukowy docenta, a w 1971 tytuł profesora zwyczajnego nauk humanistycznych. Od 2009 pracował na stanowisku profesora w Zakładzie Andragogiki na Uniwersytecie Marii Curie-Skłodowskiej w Lublinie.
Był członkiem Komitetu Nauk Pedagogicznych Polskiej Akademii Nauk oraz Sekcji Nauk Rolniczych Towarzystwa Naukowego Warszawskiego.

### Życie prywatne
Jego pierwszą żoną była Maria z domu Majerek (zm. 1966), z którą miał syna Jacka oraz córkę Małgorzatę. Drugą jego żoną była z Kazimiera z domu Korabiowska, pracownica naukowa Zakładu Kształcenia Politechnicznego.
Został pochowany na Starych Powązkach w Warszawie (kw. 154 c, rz. 5, miejsce 5).

## Działalność naukowa
Nowacki prowadził badania interdyscyplinarne, dotyczące dyscyplin takich jak: pedagogika, psychologia, dydaktyka i metodyka oraz historia wychowania i oświaty. Był autorem około 700 publikacji, w tym 40 prac autorskich, ponad 100 pozycji redakcyjnych oraz ponad 500 studiów i artykułów. Dzięki jego zaangażowaniu w 1972 pedagogikę pracy formalnie uznano za autonomiczną dyscyplinę naukową. Przedmiotem jego badań w zakresie pedagogiki pracy była praca ludzka, dostosowanie stanowiska pracy do człowieka, przystosowanie pracownika do warunków pracy. Był współtwórcą nowoczesnych standardów nauczania dotyczących zagadnień bezpieczeństwa i ochrony zdrowia. Był zaangażowany w działalność w propagowanie bezpieczeństwa i ergonomii pracy.

## Odznaczenia
- Krzyż Kawalerski Orderu Odrodzenia Polski,
- Krzyż Komandorski Orderu Odrodzenia Polski,
- Medal Komisji Edukacji Narodowej[2],
- Doktor honoris causa Akademii Bydgoskiej im. Kazimierza Wielkiego (2004)[1],
- Doktor Honoris Causa Narodowego Uniwersytetu Pedagogicznego im. M.P. Dragomanowa w Kijowe[5].